# 379
379 (CCCLXXIX) var ett normalår som började en tisdag i den julianska kalendern.

## Händelser

### Januari
- 19 januari – Theodosius I upphöjs till romersk kejsare i Sirmium.

### September
- 13 september – Nun Yax Ayin blir kung av Tikal.

### Okänt datum
- Gratianus avsäger sig titlarna östromersk kejsare och Pontifex maximus.
- Theodosius I sluter fred med kung visigoternas kung Fritigern.
- Den keltiska byn Cularo byter namn till Gratianopolis (sedermera Grenoble).
- Niall blir kung av Irland.
- Gregorius Nazianzus blir patriark av Konstantinopel och såras, när han anfalls av en pöbel av kättare.
- Johannes Chrysostomos skriver en bok om kristen utbildning av barn.
- Ardashir II blir kung av Persien.
- Feishuikriget utbryter i Kina.

## Födda
- Gunderik, kung över vandalerna

## Avlidna
- 1 januari – Basileios den store, biskop av Caesarea Cappadociae i Kappadokien, kyrkolärare, helgon
- Makrina den yngre, helgon
- Shahpour II, persisk kung
- Wang Xizhi (Wang Hsi-chih), berömd kinesisk kalligraf